# Pandanus amaryllifolius
Il pandano (Pandanus amaryllifolius Roxb. ex Lindl.) è una pianta della famiglia Pandanaceae.

## Distribuzione e habitat
La specie è nativa delle isole Molucche.

## Usi
In India e nel sud-est asiatico le foglie di P. amaryllifolius servono a confezionare dei cestini dentro i quali vengono fatte cuocere carni, pesci e legumi; per aromatizzare il riso, il curry e dolci come la torta al pandano e come deodorante per la casa, essendo anche un repellente naturale per scarafaggi.